# Никотианамин
Никотианамин — хелатор железа и различных переходных металлов, широко встречается в высших растениях. Впервые выделен из листьев табака в 1971, а затем из буковых орехов в 1974.
Мугиновая кислота, 2'-дезоксимугиновая кислота и никотианамин представляют собой структурно родственные фитосидерофоры, которые вырабатываются растениями для облегчения поглощения железа для биосинтеза хлорофилла. В незлаковых растениях никотианамин связывает ионы металлов и участвует в их перемещении внутри растения. Никотианамин необходим для транслокации железа в растения. Он предпочтительно хелатирует Fe (II), но также может хелатировать Fe (III), в частности, при более высоких уровнях pH. Следовательно, никотианамин действует как внутриклеточный поглотитель железа, защищая клетки от опосредованного железом окислительного повреждения.

## Нахождение
Съедобные растения, в том числе бобы и овощи, а также растительные соки содержат большое количество никотианамина. Продукты с самым высоким содержанием никотианамина: соевые бобы (45 мг/100 г), чечевица (36 мг/100 г) и нут (31,5 мг/100 г).
Сообщается, что никотианамина и функциональные никотианаминсинтазы обнаружены в мицелиальных грибах (нейроспора густая).

## Биологическая активность
Никотианамин (NA) также является мощным усилителем поглощения железа клетками Caco-2, используемыми в качестве модели кишечника. Однако прямое участие комплекса NA-Fe(II) в поглощении железа животными еще предстоит доказать экспериментально. Кроме того, механизм всасывания комплекса NA-Fe(II) в кишечнике неизвестен.
Никотианамин играет ключевую роль в транспортировке железа в кишечнике млекопитающих.
Анализы биодоступности указывают на сильную активность никотианамина также как усилителя всасывания железа и цинка в кишечнике.